# Uroczysko Trzech Strumieni

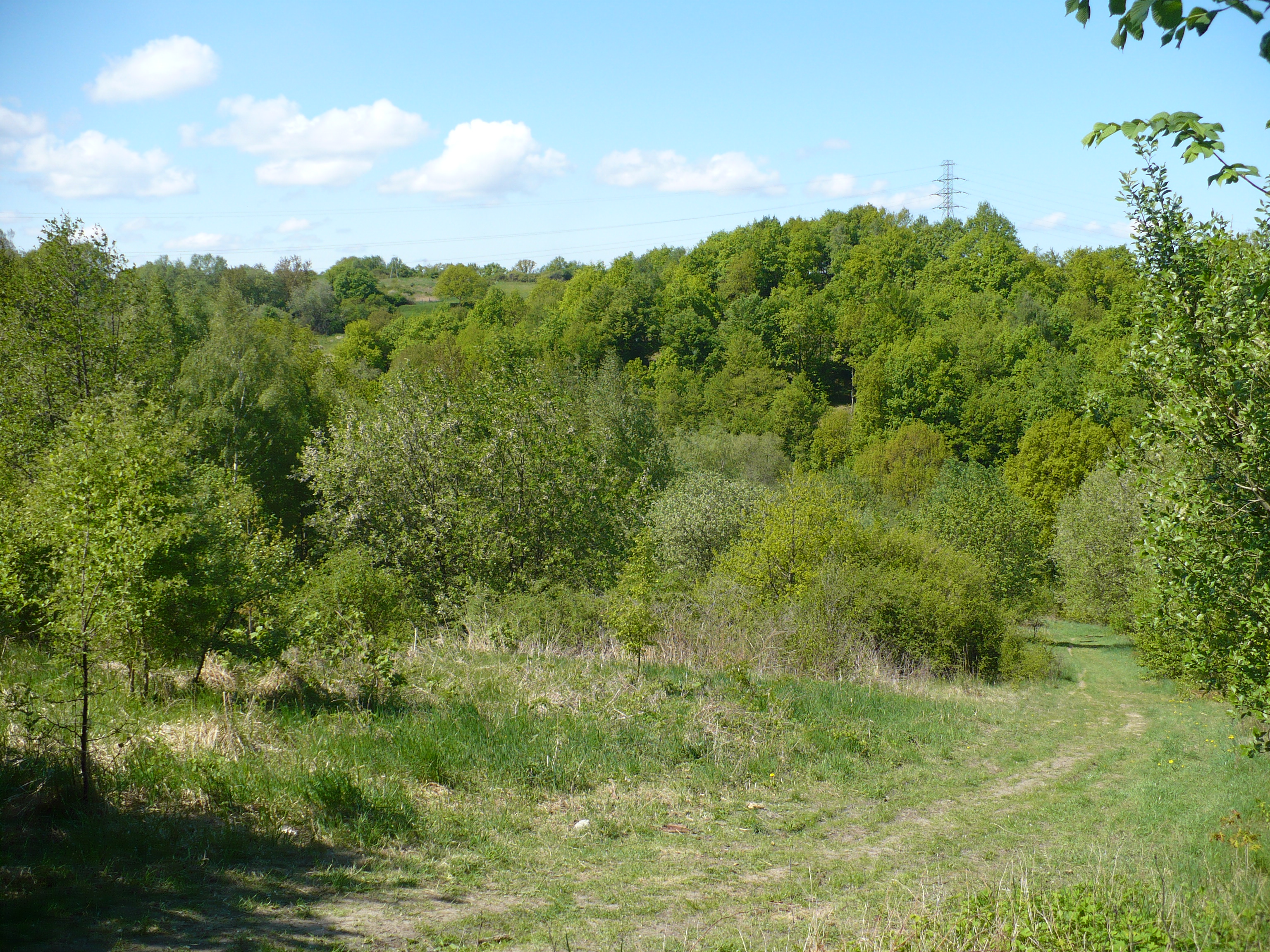

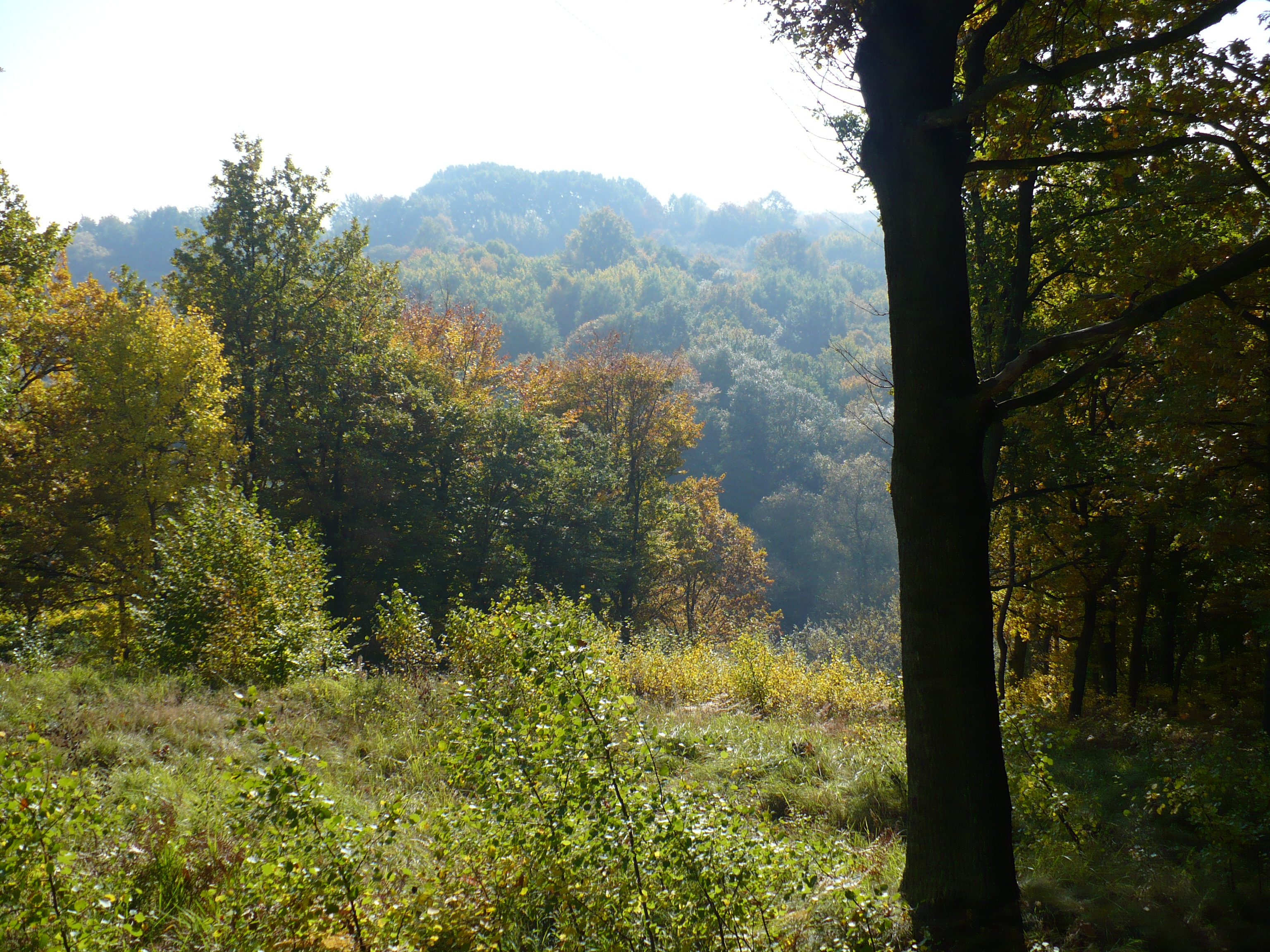

Uroczysko Trzech Strumieni – uroczysko wchodzące w skład lasów miejskich Szczecina położone w północnej części miasta (osiedla Stołczyn i Skolwin). Obejmuje doliny potoków: Skolwinki, Stołczynki i Połańca głęboko wcięte między wzniesienia Płaskowzgórza Przęsocińskiego. Z wierzchołków wzgórz dochodzących do 90 m n.p.m. panoramy na Dolinę Dolnej Odry i Zalew Szczeciński. Objęte ochroną jako użytek ekologiczny "Dolina strumieni Skolwinki, Stołczynki i Żółwinki".